# Heterostegane cararia
Heterostegane cararia là một loài bướm đêm trong họ Geometridae.